# La Brindille
La Brindille je francouzský hraný film z roku 2011, který režírovala Emmanuelle Millet podle vlastního scénáře. Snímek měl světovou premiéru na filmovém festivalu v Angoulême dne 24. srpna 2011.

## Děj
Sáře je 19 let. Je stážistkou v muzeu v Marseille, kde doufá, že brzy získá stálé místo. Prozatím žije v ubytovně pro mladé pracovníky. Je to osamělá mladá žena, která je s tímto životem spokojená. Jednou však omdlí schodech muzea, když nese obraz. Z muzea ji propustí a musí opustit i ubytovnu. Zjišťuje, že je v šestém měsíci těhotenství. Dítě nechce, ale už nemůže podstoupit potrat.

## Obsazení
| Christa Theret   | Sarah                             |
| Johan Libéreau   | Thomas                            |
| Maud Wyler       | Julie                             |
| Anne Le Ny       | Sonia                             |
| Laure Duthilleul | poradkyně plánovaného rodičovství |
| Nina Meurisse    | porodní asistentka                |
| Cyril Gueï       | porodník                          |
| Nicolas Marié    | lékař na ultrazvuku               |
| Myriam Bella     | Leila                             |
| Émilie Chesnais  | Marie                             |
| Albert Dupontel  | ředitel muzea                     |

## Ocenění
- Festival Jeana Carmeta: Cena diváků pro nejlepšího herce ve vedlejší roli (Johan Libéreau)
- César: nominace v kategorii nejslibnější herečka (Christa Theret)